# Agoraea nigrostriata
Agoraea nigrostriata là một loài bướm đêm thuộc phân họ Arctiinae, họ Erebidae.